# Amphithemis vacillans
Amphithemis vacillans – gatunek ważki z rodziny ważkowatych (Libellulidae).